# Lars Leuenberger
Lars Leuenberger (* 29. März 1975 in Niederuzwil) ist ein ehemaliger Schweizer Eishockeyspieler und seit seinem Karriereende Eishockeytrainer. Seit Dezember 2024 ist er Cheftrainer bei Fribourg-Gottéron. Sein Bruder Sven und Cousin Marc waren ebenfalls Eishockeyspieler.

## Spielerlaufbahn
Leuenberger war Schweizer Juniorennationalspieler. Bekannt wurde er insbesondere als Spieler des SC Bern, mit dem er 1997 den Schweizer Meistertitel gewann. Er spielte als Aktiver ebenfalls für Fribourg-Gottéron, den EHC Basel und HC Ambrì-Piotta in der National League A (NLA). Seine Karriere beendete er 2006.

## Trainerlaufbahn
Nachdem er eine Zeit lang die Elite-A-Junioren trainiert hatte, stieg Lars Leuenberger zum Assistenztrainer beim SC Bern auf. Ab der Saison 2011/12 war er Assistenztrainer und unterstützte Cheftrainer Antti Törmänen. Nach Törmänens Entlassung im November 2013 wurde Leuenberger zunächst interimsweise zum Cheftrainer befördert und anschliessend bis zum Saisonende 2013/14 bestätigt.
Am 27. Januar 2014 gab der SC Bern die Verpflichtung von Guy Boucher als neuen Cheftrainer bekannt. Leuenberger wurde daraufhin wieder zum Assistenztrainer degradiert.
Am 18. November 2015 übernahm er – nach der Entlassung von Guy Boucher – das Amt des Cheftrainers erneut. Unter Leuenbergers Leitung schloss der SCB die Qualifikation als Achter ab und gewann in den folgenden Playoffs den Meistertitel. Trotz dieser Leistung verpflichtete der SC Bern schon vor den Play-offs Kari Jalonen als Nachfolger. Nach seiner Trainerzeit beim SCB hospitierte Leuenberger bei Trainern im Ausland und wurde als Experte des Fernsehsenders Teleclub tätig. Im Mai 2017 kehrte er zum SCB zurück und übernahm die Aufgabenbereiche strategische Entwicklung und Spielersichtung, die zuvor sein Bruder Sven verantwortet hatte, ehe dieser als Sportchef zu den ZSC Lions wechselte. Ende Januar 2020 rückte Lars Leuenberger beim SC Bern zusätzlich zu seinen Aufgaben als Verantwortlicher für Sportstrategie ins Amt des Assistenztrainers von Hans Kossmann, der als Nachfolger des entlassenen Kari Jalonen eingestellt worden war. Leuenberger sollte auch über das Saisonende 2019/20 hinaus Assistenztrainer bleiben, entschied sich aber im August 2020, Cheftrainer beim EHC Biel zu werden. Als im April 2021 Antti Törmänen beim EHC Biel wieder übernahm, verließ Leuenberger den EHCB und wurde im Mai 2021 neuer Cheftrainer beim EHC Olten. Im Januar 2024 wurde er fristlos entlassen und durch Gary Sheehan ersetzt. Nach der Entlassung von Patrick Émond übernahm er im Dezember 2024 das Amt des Cheftrainers bei Fribourg-Gottéron bis Saisonende. Kurz nach seinem Amtsantritt gewann der Club mit dem Spengler Cup den ersten Titel in der Vereinsgeschichte.

## Erfolge und Auszeichnungen
- 1997 Schweizer Meister mit dem SC Bern
- 2013 Schweizer Meister mit dem SC Bern (als Assistenztrainer)
- 2015 Schweizer Cupsieger mit dem SC Bern (als Assistenztrainer)
- 2016 Schweizer Meister mit dem SC Bern (als Cheftrainer)
- 2024 Spengler Cup 2024 mit Fribourg-Gottéron (als Cheftrainer)